# Хабіб Паша ес-Саад
Хабіб Паша ес-Саад (араб. حبيب باشا السعد; 1867 — 5 травня 1942) — ліванський маронітський політик, третій прем'єр-міністр і другий президент Лівану за часів французького мандату.
Був одним з головних ідеологів створення Великого Лівану 1920 року. Зокрема, у грудні 1918 року він відрядив спеціальну делегацію до Парижа, що мала на меті ведення перемовин щодо розширення кордонів і незалежності Ліванської Республіки.